# Карлукские языки
Карлу́кские языки́ — объединение двух исторически и пространственно смежных, но, возможно, различных по происхождению тюркских языковых подгрупп: восточной карлукско-уйгурской и западной карлукско-хорезмийской (чагатайской).
Карлукско-уйгурские и карлукско-хорезмийские языки контактировали друг с другом, в результате этого между ними существует ряд специфических изоглосс.
Разграничение карлукско-уйгурских и карлукско-хорезмийских предложено Н. А. Баскаковым, но на практике далеко не всегда выдерживается: карлукско-уйгурские и карлукско-хорезмийские не разграничиваются или карлукско-уйгурские выводятся за пределы карлукских (все или частично) и фигурируют как уйгуро-огузские или уйгуро-тукюйские языки.
В классификации О. А. Мудрака орхоно-енисейский, древнеуйгурский, халаджский (аргу) и современные карлукские составляют одно целое.

## Происхождение
Все карлукские языки восходят к старокарлукскому языку.

## Классификация
Следующая таблица базируется на классификационной схеме, представленной Ларсом Йохансоном (1998).
| Прото-тюркский | Юго-восточный общий тюркский (прото-карлукский) | Запад  | Запад  | - Узбекский (Диалектология узбекского языка) |
| Прото-тюркский | Юго-восточный общий тюркский (прото-карлукский) | Восток | Восток | - Уйгурский - Халаджский - Западный югурский (Жёлтый уйгурский) - Саларский - Древнетюркский (вымерший) - Чагатайский (вымерший) - Айнийский - Лобнорский - Или-тюркский |

### Карлукско-уйгурские языки
Принадлежат к восточнотюркской подветви -d-, пратюркское -d- сохраняет зубной характер (взрывное -d- или фрикативные -δ-, -z-). Рефлексы -j- являются результатами контактов с карлукско-хорезмийскими. Восходят к уйгурскому руническому (орхоно-уйгурскому) или орхоно-енисейскому.
Письменный карлукско-уйгурский язык называется также караханидским, на позднейшем этапе — послекараханидский. Существовал также древнеуйгурский язык.
Разговорная карлукско-уйгурская речь в настоящее время утрачена, кроме, возможно, халаджского (аргу) языка (рассматривается как потомок древнеуйгурского), традиционно относимого к огузским или карлукско-хорезмийским. Характеризуется рядом архаичных черт: помимо сохранения -d- это, например, наиболее последовательное сохранение начального h- и противопоставление гласных по долготному признаку (в халаджском оно троичное, неизвестно, можно ли это признавать архаизмом).
Также в качестве потомка древнеуйгурского иногда рассматривается сарыг-югурский язык, традиционно относимый к хакасским (трактовка исследователя Вадима Понарядова).

### Карлукско-хорезмийские языки (собственно карлукские)
Принадлежат к западнотюркской подветви -j-, зубные рефлексы, имеющиеся в некоторых словах, являются результатами контакта с карлукско-уйгурскими. Кроме того, в современных карлукско-хорезмийских между гласными переднего ряда -j- (происходящий не только из -d-) переходит в -ģ- (в сочетаниях -eji-, -iji-, реже -ije-), разрушен сингармонизм, нейтрализуется противопоставление по ряду, особенно в узбекском.
Литературный карлукско-хорезмийский язык называется чагатайским, другие варианты названия — карлукско-хорезмийский, золотоордынский, для более поздней эпохи новочагатайский и, по отношению к узбекскому, староузбекский. На его основе сформировались региональные языки, получившие общее название тюрки́, использовавшиеся также в кыпчакской и огузской языковой среде.
Современные карлукско-хорезмийские языки представлены узбекским (новоузбекским; без кыпчакско-ногайских и восточноогузских диалектов) и уйгурским (новоуйгурским). В карлукско-хорезмийские в качестве особых диалектов уйгурского включаются также лобнорский и хотонский, сближающийся с киргизским по некоторым фонетическим особенностям (возможно, вымерший), хотанский, подвергшийся частичному кыпчакскому воздействию или-тюркский и в значительной мере иранизированный айнийский. С карлукско-хорезмийскими частично сближаются также южнокиргизские диалекты.
В классификации А. Н. Самойловича карлукско-хорезмийские языки объединяются с северноалтайскими под названием чагатайских.